# Palm IIIx
Palm IIIx (x — от англ. expandable, «расширяемый») — вторая модель КПК Palm series III.
Palm IIIx был представлен компанией 3Com в феврале 1999 года одновременно с моделью из более высокой ценовой категории Palm V, чей дизайн позиционировался как более «представительский». Сама модель IIIx соответствовала цене, по которой до этого отпускался исходный Palm III. В обоих новых устройствах был задействован микропроцессор Motorola DragonBall EZ, превосходящий по скорости работы первый DragonBall, который использовался в предыдущих компьютерах Palm.
От предшественника IIIx также отличает увеличенный в два раза, до 4 мегабайт, объём оперативной памяти. Это позволяет свободнее использовать слот расширения, в том числе для подключения внешних устройств, что в совокупности называют самым значительным произведённым усовершенствованием. Кроме того, ПЗУ в этой модели вновь[уточнить] стало перезаписываемым, что сделало возможным обновление операционной системы Palm OS (изначально версии 3.1) вплоть до версии 4.1 (январь 2002).
Поддерживающий 4 оттенка серого (из 16 наборов) ЖК-экран контрастнее, а изображение на нём чётче, чем у Palm III, и в целом лучше читаемо. Электролюминесцентная подсветка инвертирована: зелёным оттенком подсвечиваются символы и графические элементы, а фон остаётся затемнённым. При этом, как отмечают обозреватели, хотя это удобно в темноте и, наоборот, при среднем уровне света, однако в частности при освещении от ламп накаливания изображённое на экране плохо различимо (как и при отключённой подсветке).
У Palm IIIx несколько обновлён графический интерфейс рукописного ввода: заменены иконки (в частности у кнопки, ведущей в меню выбора приложений, — на символ домика), у них убраны подписи.
Компьютер питается от двух батареек типа AAA. На экране присутствует индикатор уровня заряда. По результатам тестирования изданием Government Computer News, около 60 % хватает на более чем месяц работы при интенсивной нагрузке. По данным журнала c't, замена питающих элементов может потребоваться через 3 месяца использования устройства.
По словам менеджера по продукту компании 3Com Дэвида Кристофера, предполагалось, что улучшенная механическая надёжность внутренней архитектуры позволит сократить число обращений в службу технической поддержки производителя как минимум после простых падений устройства.